# Taschorema evansi
Taschorema evansi là một loài Trichoptera trong họ Hydrobiosidae. Chúng phân bố ở miền Australasia.